# Římskokatolická farnost Dešná u Dačic
Římskokatolická farnost Dešná u Dačic je územní společenství římských katolíků v rámci telčského děkanství brněnské diecéze s farním kostelem Narození svatého Jana Křtitele.

## Historie farnosti
Obec vznikla na začátku 14. století, žilo zde převážně německé obyvatelstvo se silnou českou menšinou. Farní kostel pochází z konce patnáctého století, zpočátku zde působil luteránský kněz, teprve v roce 1638 byl sem opět dosazen katolický kněz.V Dešné působil jako farář v letech 1881 až 1882 František Pojmon, známý jako lidový spisovatel pod pseudonymem Polenský.

## Duchovní správci
Administrátorem excurrendo byl od roku 2008 do července 2014 R. D. Mgr. Michal Polenda.Od 1. srpna 2014 byl jako administrátor excurrendo ustanoven R. D. Mgr. Karel Janů.

## Bohoslužby
| Kostel                     | Místo         | Bohoslužba (den) | Hodina | Poznámka     |
| -------------------------- | ------------- | ---------------- | ------ | ------------ |
| Narození sv. Jana Křtitele | Dešná u Dačic | neděle           | 8.00   | farní kostel |
| svatého Cyrila a Metoděje  | Bačkovice     | středa           | 16.30  | kaple        |

## Aktivity ve farnosti
Den vzájemných modliteb farností za bohoslovce a bohoslovců za farnosti brněnské diecéze a Adorační den připadá na 28. leden.
Ve farnosti se pravidelně koná tříkrálová sbírka. V roce 2017 činil její výtěžek na Dačicku 298 561 korun.
Farnosti Slavonice, Staré Hobzí, Cizkrajov, Nové Sady a Dešná u Dačic vydávají společný farní zpravodaj Poutník.